# Brańsk (comune rurale)
Brańsk è un comune rurale polacco del distretto di Bielsk, nel voivodato della Podlachia.
Ricopre una superficie di 227,3 km² e nel 2004 contava 6 565 abitanti.
Il capoluogo è Brańsk, che non fa parte del territorio ma costituisce un comune a sé.